# Darlington FC
Darlington FC is een Engelse voetbalclub uit Darlington, Durham. De club komt uit in de National League North en speelt haar thuiswedstrijden op Blackwell Meadows.
De club werd opgericht in 1883, en speelde haar wedstrijden op Feethams. De club speelde aanvankelijk in regionale competities, en was een van de oprichters van de Northern League in 1889. In 1921 werd Darlington voor het eerst toegelaten tot de Football League, toen de Third Division North werd opgericht. In 1925 won het de eerste titel in de Third Division North en in 1926 werd de tweede plaats behaald in de Second Division. Dit is tot op heden de hoogst behaalde klassering voor de club. Sinds de toelating tot de Football League heeft de club het grootste deel van de seizoenen afgewerkt in de laagste divisie. In 1934 werd de Third Division North Cup gewonnen, wat de eerste overwinning in een nationaal bekertoernooi betekende. Tot twee keer toe bereikte Darlington de laatste zestien van de FA Cup en eenmaal, in 1968, werd de kwartfinale van de Football League Cup bereikt. In de vroege jaren 90 van de twintigste eeuw werd in twee opeenvolgende seizoenen het kampioenschap behaald: de Conference National in 1990 en de Fourth Division in 1991. In 2011 won Darlington de FA Trophy, door Mansfield Town op Wembley met 1-0 te verslaan.
In 2003 verhuisde Darlington naar de nieuwe Darlington Arena, met een capaciteit van 25.000 zitplaatsen. De kosten van het stadion zouden later een belangrijke factor in het faillissement van de club vormen. Op 3 mei 2012 werd de club overgenomen door DFC 1883 Ltd met de intentie de club in handen van de supporters te krijgen. Omdat er geen overeenkomst werd gesloten met de crediteuren, oordeelde de FA dat de club die ontstond als gevolg van deze overname, als nieuwe club moest worden behandeld. Dit leidde tot een naamswijziging. De nieuwe naam werd Darlington 1883, en de club werd geplaatst in de Northern League Division One, de negende klasse van het Engelse voetbal. Sinds het seizoen 2012/13 won de club drie promoties in vier seizoenen, waarna de FA goedkeuring gaf aan het verzoek terug te keren naar de traditionele naam.
De grootste rivaal van Darlington is Hartlepool United. De kleuren van de club zijn van oudsher zwart-witte shirts, zwarte broek en zwart-witte sokken. Het logo bevat de Locomotion Nr.1, verwijzend naar de historische band van de stad met de spoorwegen. Tot slot bevat het logo een Quakerhoed, verwijzend naar de religieuze beweging die van groot historisch belang is geweest in Darlington. De bijnaam Quakers is dan ook afgeleid van deze beweging.

## Bekende (ex-)spelers
- Matthew Bates
- Dan Burn
- Kyle Lafferty
- Kasper Schmeichel

## Erelijst

### Reguliere competities
- Football League Division North
  - winnaar: 1924-25
  - tweede plaats: 1921-22
- Fourth Division
  - winnaar: 1990-91
  - tweede plaats: 1965-66
- Football Conference
  - winnaar: 1989-90
- Northern Premier League Premier Division
  - winnaar: 2015-16
- Northern Premier League Division One North
  - tweede plaats en play-off winst 2014-15
  - tweede plaats 2013-14
- Northern League
  - winnaar: 1895-96, 1899-1900, 2012-13
  - tweede plaats: 1896-97, 1898-99
- North Eastern League
  - winnaars: 1912-13, 1920-21
  - tweede plaats: 1919-20

### Bekercompetities
- FA Trophy
  - winnaars: 2010-11
- Football League First Third Divsion North Cup
  - winnaars: 1933-34
  - runners-up: 1935-36
- Durham Challenge Cup
  - winnaars: 1884-85, 1890-91, 1892-93, 1896-97, 1919-20, 1999-2000